# Cisseu
Cisseu (en grec antic: Κισσῆς 'Kissḕs') va ser, segons la mitologia grega, un rei de Tràcia casat amb Teleclea, una de les filles d'Ilos, rei de Troia, i va ser el pare de Teano, l'esposa d'Antenor.
No hi ha massa informació sobre el personatge, que ja menciona Homer a la Ilíada, sense donar-ne detalls. Estrabó diu que potser Cisseu va ser el fundador o estava relacionat amb la ciutat de Cissos, a l'oest de Tràcia. L'Eneida també diu que era rei de Tràcia, estava casat amb Teleclea i tenia una filla, Teano.
Hècuba, l'esposa de Príam, el rei de Troia, de vegades es considera filla de Cisseu, però algunes fonts diuen que era frígia, filla del rei Dimant. La sacerdotessa Teano és considerada per tots els autors la filla de Cisseu, casada primer amb Àmic i després amb Antènor, tots dos nobles troians. Una altra filla de Cisseu, més jove, es va casar amb el fill petit d'Antènor i Teano, Ifidamant. Pel que sembla, Cisseu no va tenir fills mascle i va morir jove, molt abans que esclatés la guerra de Troia.